# Parral (Chile)
Parral es una ciudad y comuna ubicada en la Región del Maule, en la zona central de Chile. Su ubicación geográfica es a 42 kilómetros al sur de Linares y a 62 kilómetros al norte de Chillán. 
Limita al norte con las comunas de Longaví, Retiro y Colbún (con la que tiene una breve frontera en común en la zona cordillerana), al oeste, con la comuna de Cauquenes (provincia de Cauquenes), al sur con las comunas de Ñiquén y San Fabián, de la Región de Ñuble y al este, con la comuna de San Fabián. Tiene una superficie de 1.638 kilómetros cuadrados.
La ciudad es conocida, entre otros hechos, por ser cuna del Premio Nobel de Literatura, Pablo Neruda. El río más importante de la comuna es el Perquilauquén, que se encuentra a 19.8 kilómetros del centro de la ciudad y a 3 kilómetros del límite comunal.

## Historia

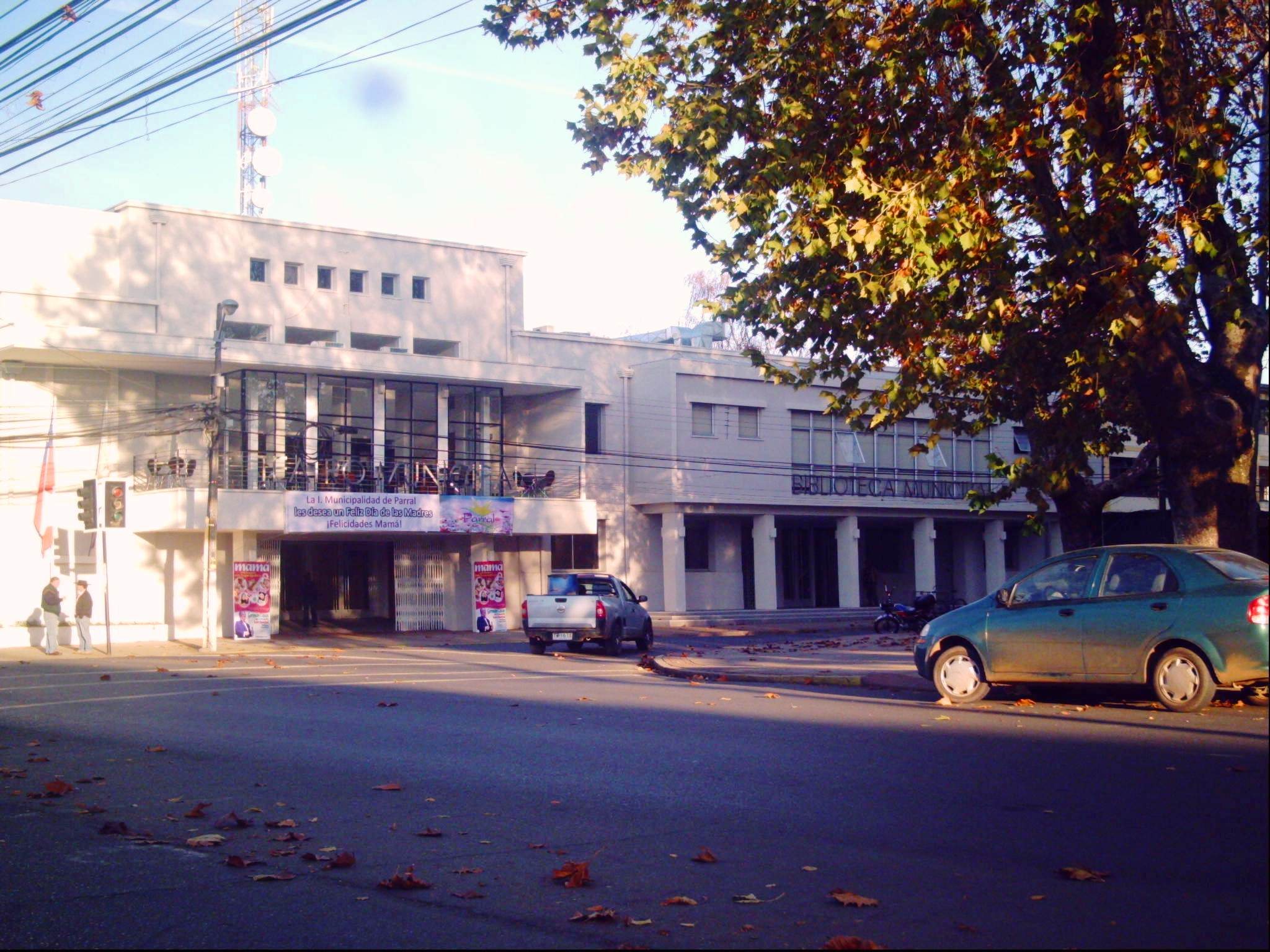
Teatro y biblioteca municipal de Parral.

### Período Colonial
Durante la época colonial, la actual comuna era la parte más meridional de la denominada "Isla del Maule", llamada así por estar rodeada de las aguas de los ríos Perquilauquén, Loncomilla y Maule y, asimismo, por las nieves de las cumbres andinas.

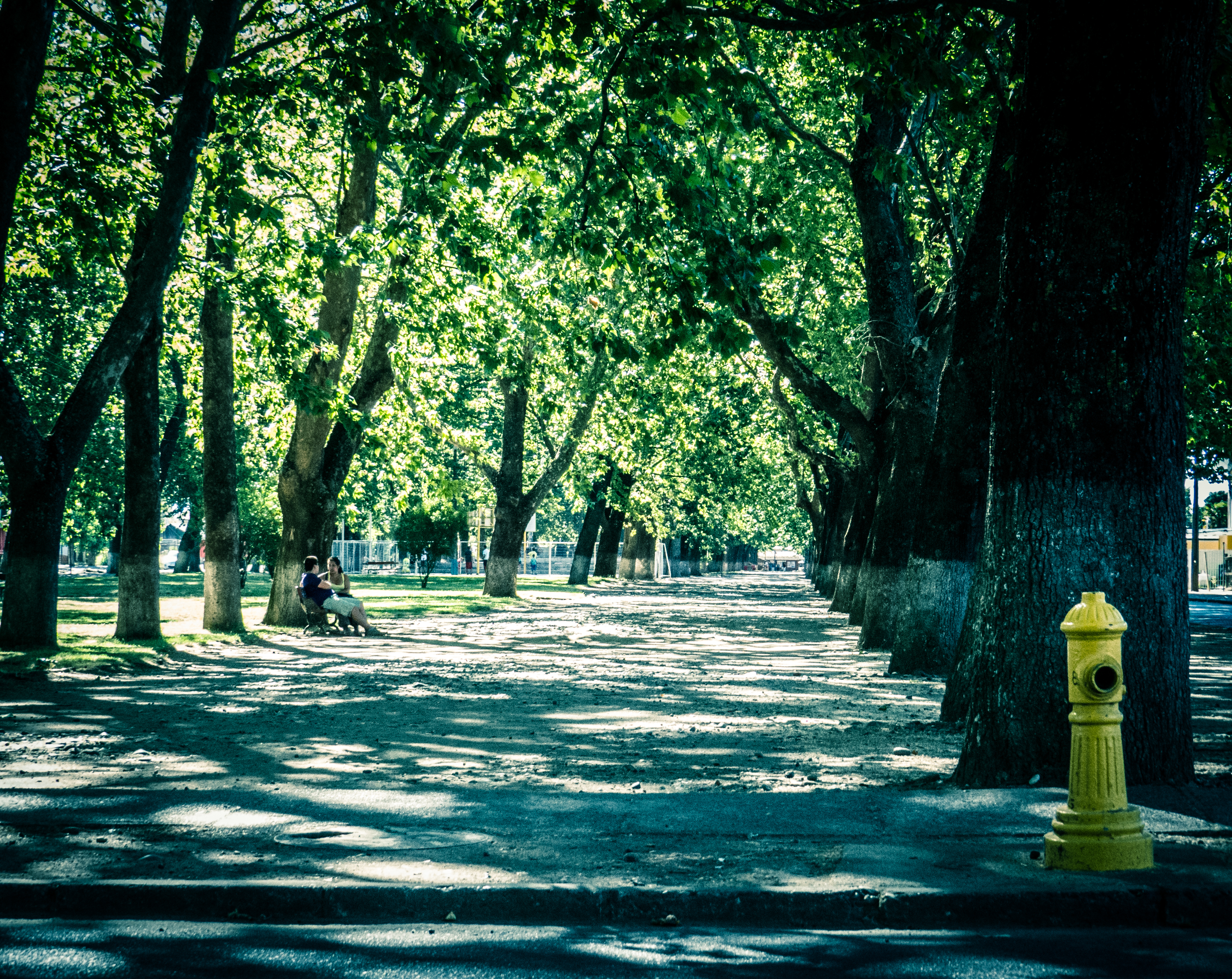
Vista de la Alameda

No obstante que hoy se le vincula con la Región del Maule, durante dicha época, el territorio de la actual comuna dependía directamente de Concepción por estar situado al sur del río Maule, que era el límite sur de la circunscripción de Santiago. Más adelante en la Colonia, se le asoció con la ciudad de Chillán. Esta vinculación con la capital penquista se observa en la gran cantidad de personas de apellido Urrutia, tanto en el pueblo, como en la zona. Los Urrutia constituyen una familia vasca radicada en Penco, que ha dado a Parral, como a la provincia de Linares y Chillán, gran cantidad de ilustres ciudadanos (entre ellos, numerosos alcaldes).
Durante el siglo XVIII, existía interés en fundar un pueblo junto al río Perquilauquén, para precaver el cruce de este importante curso fluvial al norte de Chillán.
Parral fue fundado oficialmente, el 27 de febrero de 1795, según Decreto de Ambrosio O´Higgins, como Villa Reina Luisa del Parral, en homenaje a la esposa de Carlos IV, Rey de España, que llevaba dicho nombre. Los propios vecinos habían sugerido San José de Florida Blanca, en virtud de que había un conde, ministro del Rey español que llevaba ese nombre, pero O´Higgins desechó esta idea. Existía en ese tiempo un sacerdote que tenía una parroquia rural, se trata de don Bernardo de Barriga, quien facilitó cincuenta cuadras de terreno para que se fundara el pueblo de Parral, dentro de su doctrina. Su iglesia estaba en calle Igualdad, casi al llegar a Aníbal Pinto, donde hoy se levanta la casa de don Walterio Acuña. Más de veinte personas se habían juntado a su alrededor y construyeron viviendas, luego que fracasó el intento de fundar una ciudad en las inmediaciones del río Perquilauquén, cuarenta y cinco años antes de que se fundara Parral. Ese primer poblado recibió el nombre de Natividad de Huenutil y fue destruido por las inundaciones del río.
Parral nace a pocos metros de una vertiente llamada puquio que abasteció con agua de gran pureza a su población. La fuente de agua aún se conserva en una propiedad ubicada en calle Ignacio Carrera Pinto, entre Pablo Neruda y Aníbal Pinto, muy cercana a la plaza de Armas.
Sin embargo, en una reciente investigación realizada por el exconcejal de esa Comuna Juan Carlos Márquez Mora, este descarta que Parral se haya originado en el sector rural de Bajos de Huenutil y en la Vertiente el Puquio. En su reseña manifiesta que los orígenes de esta comuna se inician en la Junta del Río Perquilauquén con el Río Longaví en el sector de Curipeumo cerca de Villaseca, comuna de Retiro; en donde el Capitán Islandés Juan Ibáñez, propietario de la Estancia Huechuquito, dona terrenos y construye la capilla del Parral en el año 1766. Posteriormente,  se crea la Doctrina de Parral en el año 1771 por el Obispo de Concepción Pedro Ángel de Espiñeyra. En su investigación, Juan Carlos Márquez señala que en el año 1891 se funda la comuna de Rinconada de Parral, que incorporó a Curipeumo y a todo el sector en donde se instalaron los primeros colonos en la ribera del río Perquilauquén y que le dieron vida a la Villa Reina Luisa del Parral. Rinconada de Parral, con los años recibió el nombre de comuna de Retiro y mediante Decreto con Fuerza de Ley N.º 8583 de fecha 28 de enero de 1928 del Ministerio del Interior fija el Departamento de Parral que incluye a las comunas de Parral y Retiro como comunas independientes. En su investigación expresa, que los colonos españoles que fundaron la comuna ocuparon la ribera del río Perquilauquén desde el sector de Fuerte Viejo, Quella, Cardo Verde, Curipeumo, Villaseca hasta la Junta de los ríos Perquilauquén y Longaví. En todos estos sectores existirían vestigios de los primeros habitantes; especialmente en Fuerte Viejo, donde se construyó un fuerte español destinado a proteger a los colonos de los levantamientos indígenas. 
Todo ese sector, incluido Unicavén-Perquilauqén constituía una de las principales rutas comerciales que conectaba a Concepción con la Isla del Maule. El 11 de octubre de 1801 el Rey Carlos IV firma en el Monasterio de San Lorenzo la creación de la Villa Reina Luisa.    

### SigloXIX

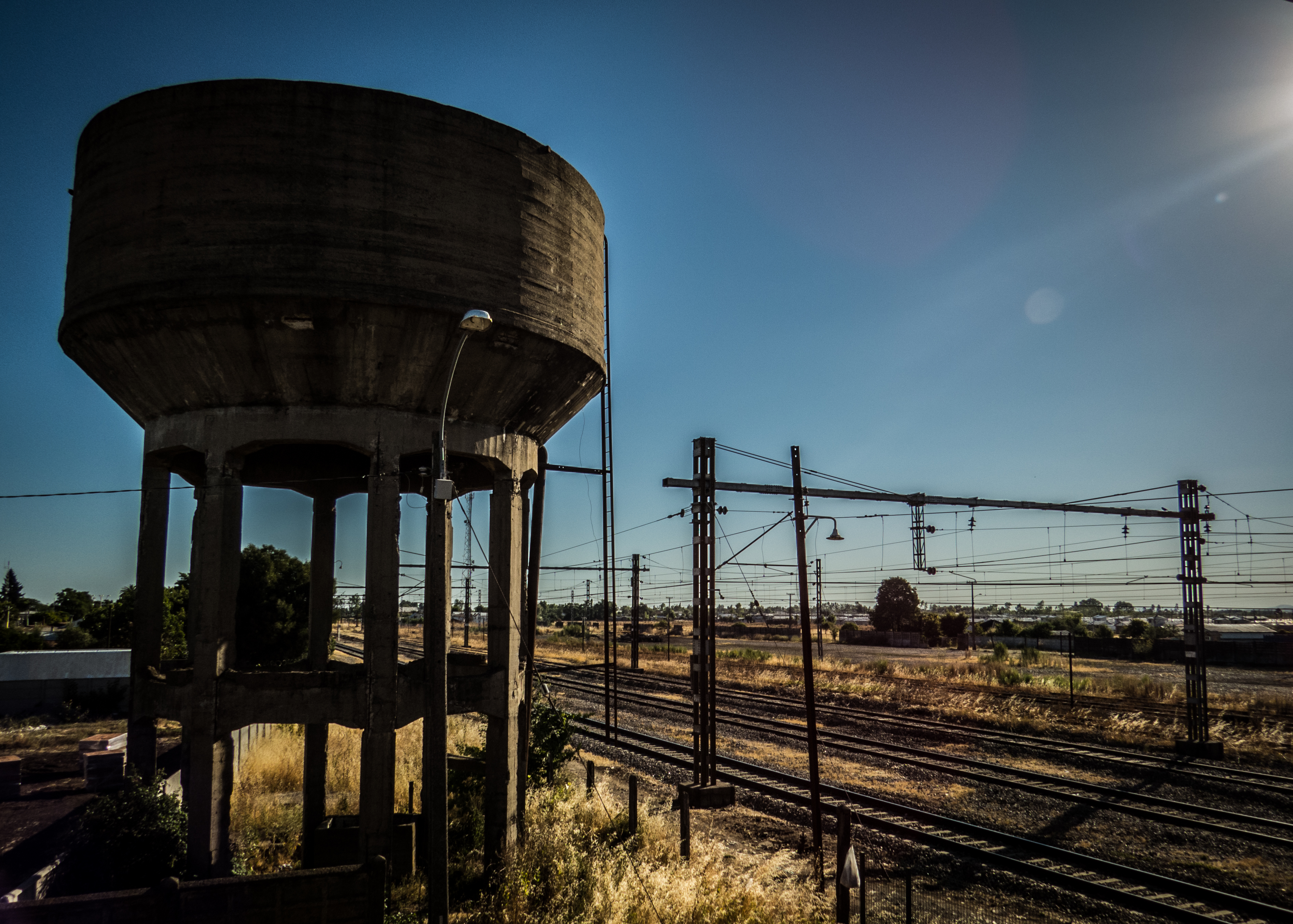
Viejo estanque de agua Ferroviario, ubicado en la estación de Parral

Durante la Guerra de Independencia (1810-1823), la Villa Reina Luisa de Parral que  vio el constante avance de tropas Realistas y de los  Patriotas por sus calles polvorientas, puesto que, la actual avenida Buenos Aires, era parte del camino real que se encargaba de unir a las distintas ciudades de la gobernación de Chile en el período Colonial. Es por eso que, el ejército patriota, con figuras como Bernardo O'Higgins y Ramón Freire, pasaban por esta localidad para abastecerse de comida y agua, de la cual, sacaban de la vertiente llamada Puquio. Por otra parte, el ejército realista, también aprovechaba de abastecerse en estas localidades como Parral, ya que, estaban al paso del camino real. Entre las figuras realistas que pasaron por Parral se encuentran Antonio Pareja y Mariano Osorio, este último, gobernador de Chile durante el período de Reconquista (1814-1817).

## Medio ambiente

### Geomorfología y componentes abióticos

Trazado simplificado de los ecosistemas y cuerpos de agua presentes en la comuna de Parral.

La comuna de Parral se encuentra emplazada en las unidades geomorfológicas de Cordillera andina de retención crionival, Llano central fluvio-glacio-volcánico y Precordillera; y presenta según la clasificación climática de Köppen clima mediterráneo de lluvia invernal (Csb), clima mediterráneo de lluvia invernal de altura (Csb (h)) y clima mediterráneo frío de lluvia invernal (Csc). Esta además se halla entre las cuencas hidrográficas de río Itata y río Maule. Además, la comuna posee diversos cuerpos de agua, entre los que se destacan la laguna del Burro, laguna El Morro y laguna Rosillo; y río Bullilleo, río Catillo, río Cenicero, río Longaví, río Los Baños, río Matadero y río Perquilauquen.

### Componentes bióticos
Dentro del territorio de la comuna se pueden hallar los siguientes ecosistemas:
- Bosque caducifolio mediterráneo andino donde predominan Nothofagus glauca y Nothofagus obliqua (Vulnerable)
- Bosque caducifolio mediterráneo-templado andino donde predominan Nothofagus alpina y Nothofagus obliqua (Vulnerable)
- Bosque caducifolio mediterráneo-templado andino donde predominan Austrocedrus chilensis y Nothofagus obliqua (Vulnerable)
- Bosque caducifolio mediterráneo-templado andino donde predominan Nothofagus pumilio y Nothofagus obliqua (Vulnerable)
- Bosque caducifolio templado andino donde predominan Nothofagus pumilio y Azara alpina (Vulnerable)
- Bosque esclerófilo mediterráneo andino donde predominan Lithrea caustica y Lomatia hirsuta (Vulnerable)
- Bosque esclerófilo mediterráneo interior donde predominan Lithrea caustica y Peumus boldus (En peligro)
- Bosque espinoso mediterráneo interior donde predominan Acacia caven y Lithrea caustica (En peligro)
- Matorral bajo mediterráneo andino donde predominan Chuquiraga oppositifolia y Discaria articulata (Vulnerable)
- Matorral bajo mediterráneo andino donde predominan Laretia acaulis y Berberis empetrifolia (Preocupación menor)

### Medidas de protección ambiental y conflictos socioambientales
Hasta 2022, la comuna de Parral cuenta con las siguientes zonas que poseen algún nivel de protección ambiental:
- Bosques Nativos de Digua y Bullileo (Sitios Ley 19.300)[11]
- Corredor Nevados de Chillán - Laguna del Laja (Reserva Biósfera)[12]

## Demografía
La comuna de Parral abarca una superficie de 1638,44 km² y una población de 41 637 habitantes (INE 2017)), correspondientes a un 3,98% de la población total de la región y una densidad de 25,43 hab/km². Del total de la población, 21.472 son mujeres (51,56%) y 20.165 son hombres (48,43%). Un 26% (10.825 hab.) corresponde a población rural, y un 69,79% (30.811 hab.) corresponde a población urbana.
El índice de masculinidad de la comuna (razón hombres:mujeres) es de 93,9.
Ha recibido una importante inmigración desde Italia y Alemania, destacando esta última tanto en la ciudad misma como en una colonia externa asentada en la Villa Baviera.

## Administración

### Municipalidad
La Municipalidad de Parral para el período 2024-2028 es dirigida por el alcalde Patricio Ojeda Alarcón (Ind./REP). El concejo municipal está conformado por:
- José Antonio Valverde Valenzuela (Ind./UDI)
- Teresa Hernández Mena (RN)
- Juan Carlos Benavente Meza (Ind./RN)
- José Maureira Maureira (PPD)
- Adelqui Millar Bravo (Ind./REP)
- Pablo Gutiérrez Alcaino (Ind./REP)

### Representación parlamentaria
Integra junto con las comunas de Cauquenes, Chanco, Longaví, Pelluhue y Retiro y Linares el distrito electoral n.º 18 y la circunscripción senatorial N°9, según los datos de Servicio Electoral (Servel).

## Economía
En 2018, la cantidad de empresas registradas ante el Servicio de Impuestos Internos en Parral fue de 762. El Índice de Complejidad Económica (ECI) en el mismo año fue de 0,1, mientras que las actividades económicas con mayor índice de Ventaja Comparativa Revelada (RCA) fueron Actividades de Molienda de Arroz (254,2), Servicio de Recolección, Empacado, Trilla, Descascaramiento y Desgrane (204,36) y Cultivo de Arroz (77,61).

## Servicios públicos

### Educación
Centros municipales
- Liceo Federico Heise Marti
- Colegio Pablo Neruda
- Escuela José Matta Callejón
- Escuela Santiago Urrutia Benavente
- Escuela Luis Armando Gómez
- Escuela Nider Orrego Quevedo
- Escuela Arrau Méndez
- Escuela Juanita Zúñiga Fuentes, C.E.I.A., Parral

Centros particulares subvencionado
- Colegio Providencia
- Colegio Instituto Parral
- Colegio Nobel School
- Colegio San José
- Colegio Concepción

## Lugares de interés

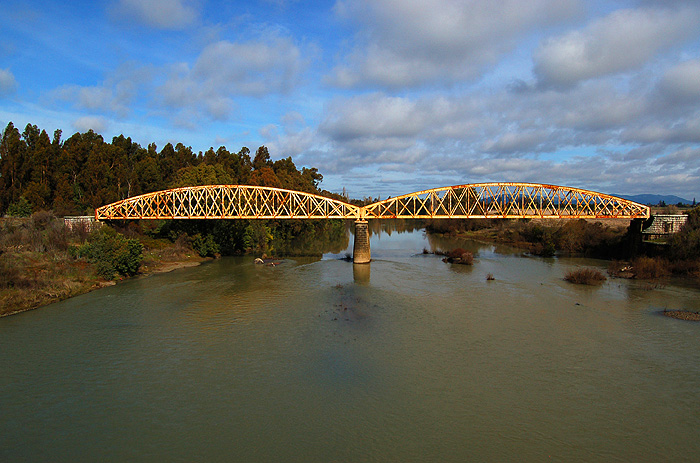
Puente de FF. CC. del ramal Parral - Cauquenes, diseñado en 1890 por el ingeniero francés Máximo Dorlhiac Merlet. Mide 135 metros. En la actualidad esta en desuso y es Monumento Nacional

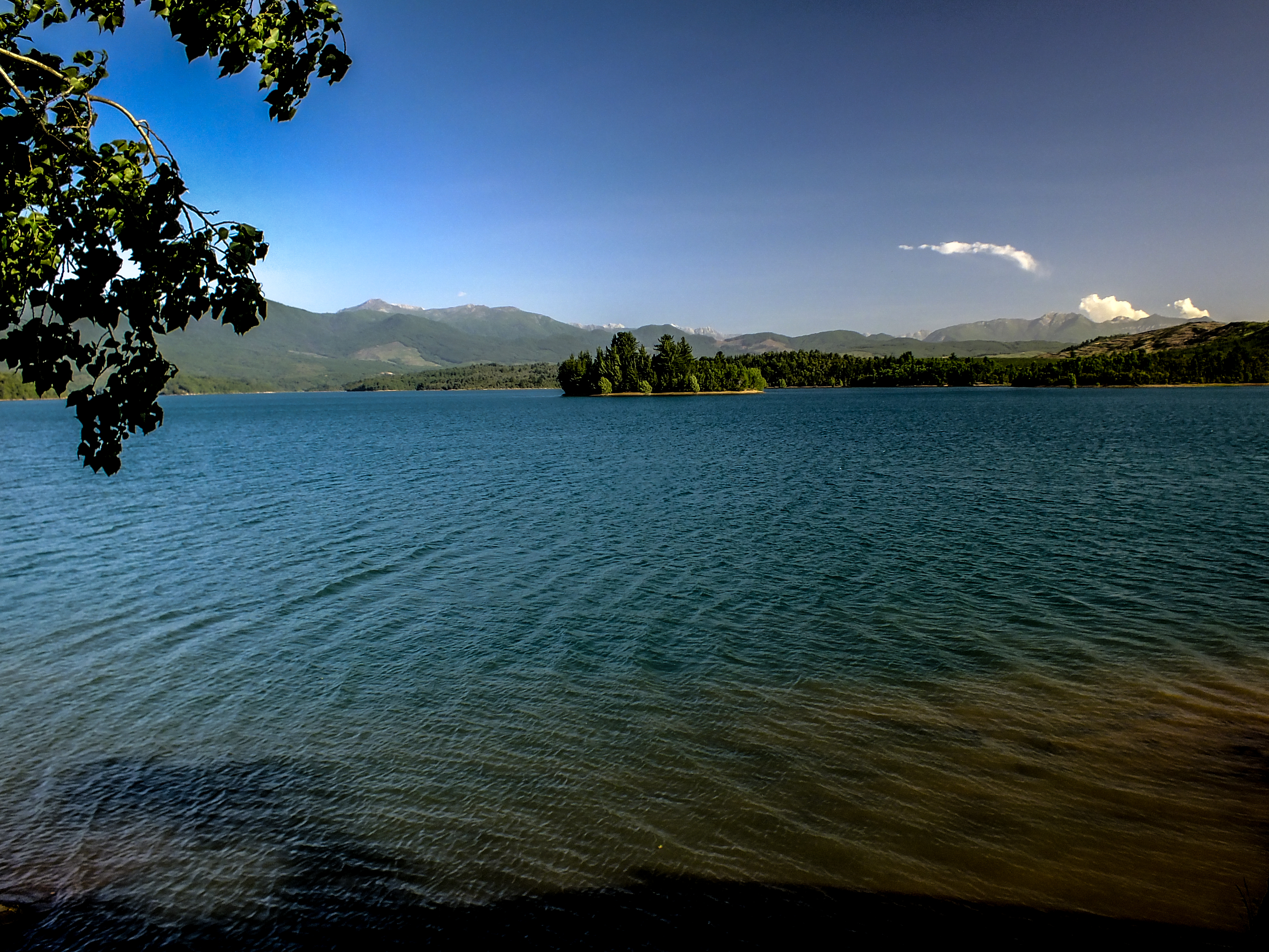
Embalse Digua en primavera

Los atractivos turísticos de Parral incluyen:
- Termas de Catillo: Ubicadas a 27 kilómetros al oriente de Parral y a 17 kilómetros de Villa Rosa. Aguas termales del departamento de Parral, situadas en la banda sur del riachuelo de su nombre á 18 kilómetros al SE. de la ciudad capital. Brotan de la base norte de unas colinas medianas por entre rocas areniscas á la altitud de 350 metros. Sus principales manantiales son los llamados Pozo del Ángel con temperatura de 36° centígrados y Pozo de San Juan de Dios con dos o tres grados menos caliente. Sus aguas son diáfanas, desabridas y saturadas de un gas sin olor ni color, y contienen sulfatos de soda y cal, cloruros de sodio y magnesio, carbonato de cal, hierro, sílice, &c. Se recomiendan principalmente para enfermedades del estómago y cutáneas. En su derredor se ha formado un caserío con regulares comodidades como establecimiento balneario. El riachuelo es de poco caudal y de unos 30 kilómetros de curso; nace en las últimas faldas de los Andes, y muere en la derecha del río Perquilauquén a ocho o diez kilómetros hacia el O. de los baños. Se encuentran conocidos desde los últimos años del pasado siglo. El nombre es diminutivo del río Cato.[17]
- Colonia Dignidad: Villa Baviera, Colonia de Alemanes o Colonia Dignidad, fue un reducto emplazado en la comuna de Parral, creado por inmigrantes alemanes organizados en la Sociedad Benefactora Dignidad. Su fundador y líder era Paul Schäfer, hoy fallecido, quien fue prófugo y luego preso de la justicia chilena e internacional por abusos sexuales reiterados contra menores de edad. De las más de 350 personas que llegaron desde Alemania en los albores de la década de 1960, hoy quedan menos de 140.

Durante la dictadura militar de Augusto Pinochet, Colonia Dignidad fue un centro clandestino de detención y tortura. Según la Comisión Verdad y Reconciliación, más de 100 personas fueron asesinadas en ese lugar.
Hoy, la Colonia se encuentra en un proceso de apertura a la comunidad, acercándose más al pueblo parralino.
- Río Perquilauquen. En el límite de las regiones VII y VIII y a todo lo largo de su cauce. Mención especial el puente sobre el río, en el sector de Quella, diseñado por un discípulo de Eiffel.
- Embalse Digua: Ofrece posibilidades de practicar pesca deportiva. Corresponde a un apresamiento de aguas para regadío, por lo que el aprovechamiento de sus riberas se encuentra limitado, debido a los continuos cambios de nivel.
- Embalse Bullileo: Construido para fines de regadío en la precordillera de Parral. Su emplazamiento es en el cajón de río Bullileo, un afluente del río Longaví.
- Laguna Amargo: Aguas arriba del embalse Bullileo, por su costado sur, existe un sendero estrecho que permite acceder a la laguna el Amargo, cuyo desagüe es el mismo embalse.
- Fuerte Viejo: Lugar en que existió un fuerte en la época de la Conquista.
- La Balsa: Ubicada en la cordillera andina.
- Laguna Dial: Ubicada en la cordillera a poca distancia de la frontera con Argentina.
- Bocatoma de Remulcao: Ubicada en el km 18, camino a Catillo.
- Cajón de Ibáñez: Ubicado en la cordillera de Parral. Hermoso entorno y aguas termales.

## Transporte

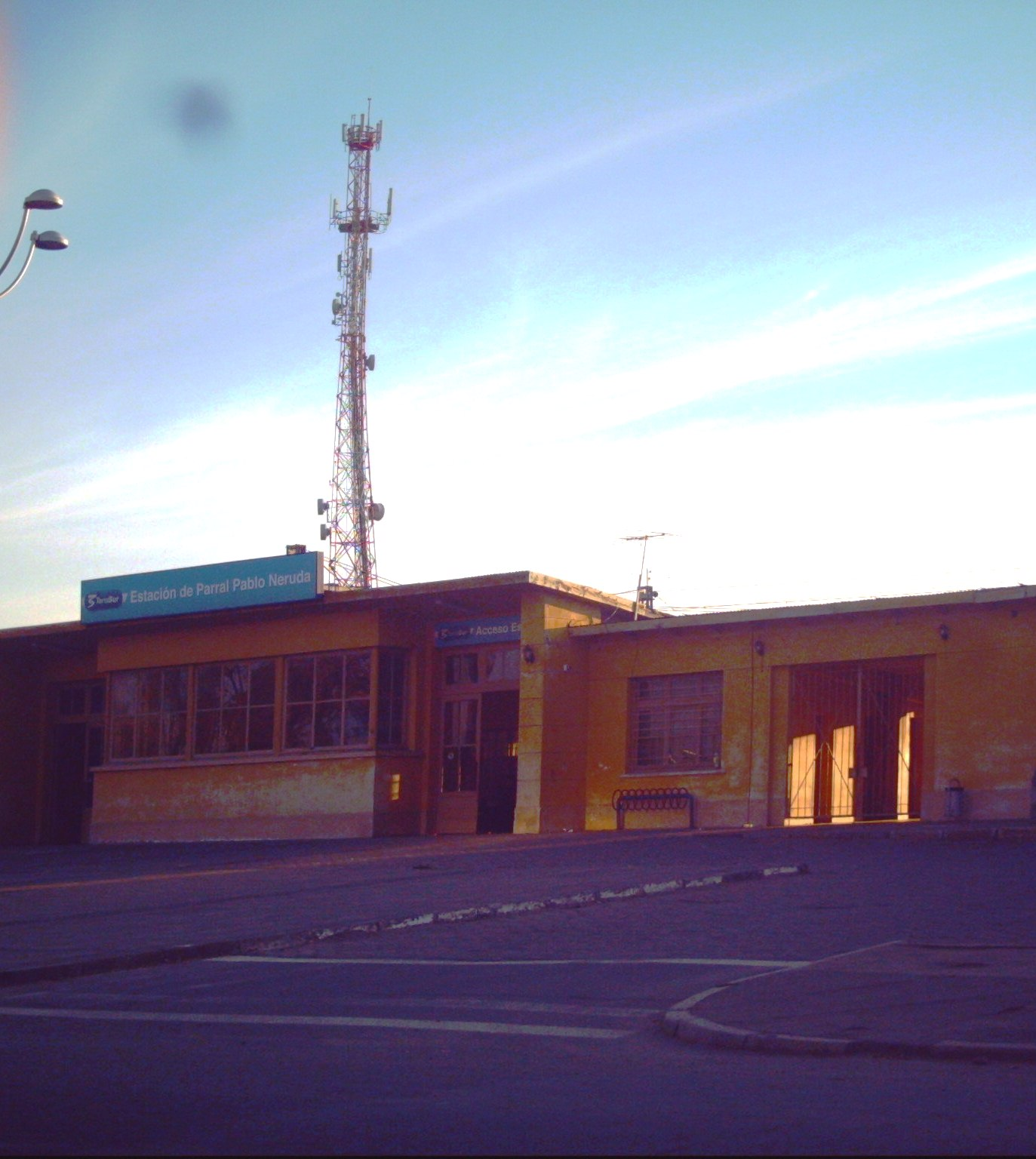
Estación de ferrocarriles "Pablo Neruda".

La estación Parral es la principal estación ferroviaria para transporte de pasajeros en la comuna. Forma parte del servicio Tren Chillán-Estación Central, que conecta Santiago con Chillán. La principal ruta de acceso a Parral es a través de la autopista Ruta del Maule, que forma parte de la Ruta 5. Asimismo, el Terminal Rodoviario de Parral, conocido como «Terminal Rural», es un terminal de buses que cuenta con servicios diarios de conexión con las zonas rurales y otros destinos. Con respecto al transporte aéreo, el Aeródromo El Salto y el Aeródromo Hospital Villa Baviera son dos aeropuertos de pequeñas dimensiones ubicados dentro del área comunal.

## Medios de comunicación

### Radioemisoras
FM
- 88.5 MHz - Radio Temporera
- 89.3 MHz - Radio Ambrosio
- 92.5 MHz - Radio Ranchera La Mera
- 93.7 MHz - Radio Universidad de Talca
- 96.1 MHz - Frecuencia Uno
- 96.7 MHz - Radio Pablo Neruda
- 97.3 MHz - Radio Bío-Bío
- 99.3 MHz - Radio Óptima
- 102.3 MHz - Radio Paula
- 103.1 MHz - Radio El Mundo
- 106.1 MHz - ABC Radio

### Televisión
Los canales nacionales Telecanal, La Red, TV+, TVN, Mega, Chilevisión y Canal 13 no poseen repetidoras en el sector, por lo que estos canales sólo llegan a través de televisión por cable y satélite a la ciudad sin dificultades.

## Deportes

### Fútbol
La comuna de Parral ha tenido a dos clubes participando en los Campeonatos Nacionales de Fútbol en Chile.
- Deportivo Parral (tercera división 1981-1982).
- Buenos Aires de Parral (tercera división B 2016-presente).

### Rodeo
En cuanto a rodeo los jinetes más destacados han sido Eduardo Tamayo y Santiago Urrutia. Tamayo fue campeón nacional en siete oportunidades, y Urrutia fue campeón dos veces de rodeo y cuatro de movimiento de la rienda.

## Personas destacadas
- Pablo Neruda: poeta ganador del Premio Nobel de Literatura.
- Yolando Pino: doctor en filosofía, académico, profesor, escritor, folclorista chileno y miembro de la Academia Chilena de la Lengua.
- Hermanos Pincheira: líderes guerrilleros de Chile en el siglo XIX.
- Hugo Dolmestch: Abogado y juez, ministro de la Corte Suprema de Chile y presidente del máximo tribunal chileno entre 2016 y 2018.
- Rubén Vallejos: exfutbolista profesional y entrenador chileno.
- Paulo Garcés: futbolista profesional.
- Hermana Glenda: cantautora.
- Guillermo Belmar: profesor, exconcejal, exalcalde de la comuna.
- Andrea Hernández: periodista internacional del canal de deportes ESPN. Violinista de la orquesta sinfónica juvenil de Parral del año 2008- hasta la actualidad. Periodista interna de la rama masculina del club de fútbol, Universidad de Chile.
- Paula Labra, exseremi de Salud y actual diputada.
- Iris Candia Barra: Periodista y Dueña del Diario la Prensa Fundado el año 1915 al 2007.

## Ciudades hermanas
- Iquique, Chile
- Curicó, Chile
- Ubajay, Argentina[20]